# 维拉多索拉
维拉多索拉（義大利語：Villadossola），是意大利韦尔巴诺-库西亚-奥索拉省的一个市镇。总面积18.02平方公里，人口6926人，人口密度384.4人/平方公里（2009年）。ISTAT代码为103075。

## 友好城市
- 義大利萨拉切诺镇 2010年